# 미국 영화
미국 영화는 주로 미국 사람이나 미국 영화사에 의해 제작된 영화를 말한다. 독점적으로 할리우드 영화의 의미로 사용되는 경우가 많지만, 정확하게는 미국 영화에는 할리우드의 영화 회사의 주요 영화 이외에도 독립 영화 같은 작은 회사가 제작한 영화도 많이 존재 한다. 미국 영화 연간 제작 편수 면에서도 1개의 제작 비용 면에서도 세계에서 가장 큰 규모를 자랑한다. 또한, 국제성이 풍부한 것도 큰 특징이다.

## 기원 및 역사

### 기원
미국 영화의 기원으로, 기록상 두 번째로 동작을 필름에 담아 재현한, 에드워드 마이브리지가 캘리포니아주의 팰로앨토에서 한 줄로 정렬한 사진기로 찍은 달리는 말의 일련의 사진들(Sallie Gardner at a Gallop)을 꼽는다. 마이브리지의 업적으로 전국의 발명가들이 동작을 담는 유사한 장치를 만들게 되었다. 토머스 에디슨도 키네토스코프를 만들어, 그러한 장치를 처음으로 제작한 부류에 포함되었다.
미국 필름 산업의 초창기에는 뉴욕이 그 한 역할을 담당하였다. 퀸스의 카우프만 아스토리아 스튜디오가 무성영화 시대에 세워져 마르크스 형제와 W.C.필즈가 사용하였다. 맨해튼의 첼시 또한 종종 사용되었다. 아카데미 상을 수상한 배우인 메리 픽퍼드가 이곳에서 초기의 일부 필름을 촬영했다. 시카고, 플로리다, 텍사스, 캘리포니아와 쿠바에서도 영화가 제작되었다.

### 발전
태동기와 대공황 시대
미국 영화는 그 선구자로 꼽히는 데이비드 W. 그리피스의 《국가의 탄생》(1915)에서부터 본격적으로 발전하기 시작하였다. 무성영화시대에 찰리 채플린을 비롯한 세실 B. 데밀, 루이스 B. 메이어 등의 명감독의 활약을 거쳐, 존 배리모어의 《돈 환》(1926)으로 유성영화시대로 건너뛰게 되었다. 앨 존슨의 《재즈 싱어》(1927)와 요제프 폰 시테른베르크의 《모로코》(1930) 등 발성영화 초기의 걸작이 잇따라 발표되면서 발성영화에 대한 찬반 논쟁은 발성영화쪽의 승리로 굳혀지고, 새뮤얼 골드윈, 데이비드 O. 셀즈닉, 대릴 재넉, 세실 B. 데밀 등이 대제작사를 창설함으로써 할리우드가 세계영화산업의 중심지로 뛰어올랐으나, 1930년을 전후한 미국의 경제대공황에 휩쓸려 커다란 시련을 겪게 되었다. 채플린이 《모던 타임즈》를 발표해서 자본주의 산업사회체제 아래 시달리는 노동자들을 동정한 것도 이 무렵의 일이다. 경제대공황은 1933년경부터 차츰 회복되기 시작했다.
이후 주목할 만한 작품이 나오지 않다가 헨리 코스타의 《오케스트라의 소녀》(1937)에 이르러 미국 영화는 비로소 지난날의 낙천주의를 되찾게 되는데, 《오케스트라의 소녀》는 색다른 뮤지컬로 이후 미국의 뮤지컬 영화 발전에 큰 영향을 주게 된다. 1939년 빅터 플레밍 감독이 395만 달러를 들인 대작 《바람과 함께 사라지다》를 내놓아 7,703만달러의 흥행수입을 올렸다. 같은 해 윌리엄 와일러 감독이 에밀리 브론테의 《폭풍의 언덕》을 영화화한 《애정(哀情)》을 내놓아, 대작은 아니지만 밀도있는 작품으로 성공했다. 이어 젊은 감독 오슨 웰스는 《시민 케인》(1941)을 발표하여 미국영화 뿐 아니라 세계 영화사에 획기적인 공헌을 남겼다. 팬포커스(pan focus) 촬영기법과 플래시백(flashback) 기법은 그 주제와 함께 큰 주목을 모았으며, 이로써 미국영화는 예술적인 측면에서도 유럽영화를 앞지르기 시작했다고 평가된다.
제2차 세계 대전
제2차 세계대전이 발발한 뒤 마빈 리로이의 《애수(哀愁)》(1940)가 멜로드라마의 장르를 굳혔다. 다시 마이클 커티스가 《카사블랑카》(1942)를 발표, 전쟁에 휘말려든 인간심리와 레지스탕스를 그려 좋은 평가를 받았고, 이어 샘 우드 감독이 에스파냐 내란을 배경으로 한 《누구를 위하여 종은 울리나》를 내놓아 미국인의 정의감에 호소하였다. 전쟁영화가 주류를 이루게 됨에 따라 마빈 리로이는 다시 《마음의 행로》를 내놓아 전쟁에 휩쓸린 인간의 엄청난 비극을 행복한 결말로 마무리하였다. 1945년 제2차 세계대전이 끝나자 윌리엄 와일러의 《우리 생애 최고의 해》(1945)가 커다란 성공을 거두었다. 이 작품은 세 사람의 참전용사가 전쟁이 끝난 뒤 각기 사회에 복귀하면서 겪게 되는 애환을 묘사한 작품으로, 어느 나라나 직면했던 심각한 사회문제를 다룬 것이다.
전쟁과 관계없는 분야에서 1940년 영국의 앨프리드 히치콕 감독이 미국으로 건너와서 《레베카》를 발표, 공포심리를 파헤치는 서스펜스 드라마를 개발했고, 빌리 와일더의 《잃어버린 주말》(1945)은 인간의 불안정한 내면세계를 특수 촬영과 음향효과로 묘사하여 주목을 받았다. 전쟁의 승리로 자신을 갖게 된 미국 영화계는 영화산업이 무한한 가능성을 갖게 된 것으로 확신하고 미국 영화계 자체에 시선을 돌리기도 했다. 왕년의 인기 배우와 신인 시나리오 작가를 통해 인기인의 정신적 폐허를 파헤친 와일더의 《선셋 대로》(1950)와 존 시트의 《갈채》(1954)가 그런 부류에 속한다.
사실주의
낙천주의와 행복한 결말을 원칙으로 한 오락작품을 대량생산하고 있던 할리우드도, 제2차 세계대전의 종결을 계기로 새로운 양상을 드러내기에 이르렀다. 우선 영화 제작자측도 포함시켜서 대전 후의 미국 국민의 심리적 변화의 반영, 이탈리아의 네오리얼리즘 영화가 세계적으로 평판을 높인 영향 등에 의해서 사실주의가 커다란 조류가 되었다. 이른바 세미다큐멘터리 영화는 이 경향의 단적인 표현이다. 이는 과거의 사건을 그 현장까지 더듬어 올라가서 로케이션함으로써 기록영화적인 드라마로 재현하는 것으로, 《벌거벗은 도시》(1948)가 그 일례이다. 배우의 연기도 전쟁 전에 비하면 훨씬 사실적으로 되고, 미남 배우보다는 험프리 보가트, 리처드 위드마크처럼 사실적이고 개성적인 배우가 중요하게 쓰이게 되었다. 여자 배우는 꼭 미인이 아니어도 되었다.
제2차 세계대전 후에도 전쟁영화가 끊임 없이 제작되었는데, 사실주의의 영향으로 단순한 영웅주의를 배척하고 반전적인 작품이라든가 군대의 내막을 폭로한 작품이 증가했다. 《지상에서 영원으로》(1957)나 《돌격》(1957)은 이 경향을 대표하고 있다. 하지만, 이들 사실주의에 대한 반발로 보이는 장르도 등장했다. 공상과학(SF)영화가 그것이다. 《월세계 정복》(1950), 《지구 최후의 날》(1951) 《우주전쟁》(1955) 등의 제작자 조지 펄이 명성을 높였다. 공상과학영화는 환상적인 공상에 근거하고 있지만 바로 그 ‘환상적인’ 것을 통해 또 다른 현실상황을 창출해낸다.
텔레비전과 대형영화의 등장
텔레비전의 공세를 받기 시작한 미국영화계는 사양산업으로 몰리기도 했다. 미국의 텔레비전은 1947년에는 불과 15만 8천대 정도였던 수상기가 50년 말에는 800만 대에 달하는 급격한 발전을 보여, 영화계는 심각한 타격을 받았다. 그 대책으로서 고안된 것이 입체영화와 대형영화이다.
입체영화는 2 ~ 3개의 작품이 시도되었을 뿐 실패로 끝났지만, 대형영화는 순조로이 발달했다. 1952년 9월, 3대의 카메라로 3개의 필름에 촬영하고, 3대의 영사기로 거대한 스크린에 영사(映寫)하는 시네라마 《이것이 시네라마다》가 뉴욕에서 공개되어 인기를 모았다. 이어서 한층더 간단히 1개의 필름과 카메라와 영사기를 1대씩만을 가지고도 만들 수 있는 시네마스코프가 실용화되어 최초의 작품 《성의(聖衣)》가 1953년 9월에 공개됨으로써 히트했고, 이에 미국영화계는 대형영화시대로 돌입, 새로이 비스타비전 방식 등이 생겨났으며 70mm의 대형필름을 사용하는 70mm 영화가 보급되었다. 1959년 윌리엄 와일러 감독의 《벤허》가 70mm 대형영화로 발표되어 크게 히트한 뒤 《그랑프리》, 《의사 지바고》, 《도라 도라 도라》, 《아라비아의 로렌스》 등 70mm 대형영화가 꼬리를 물고 나왔다.
해외와의 교류
1950년대의 중엽부터 서유럽 여러 나라에 있어서의 미국의 영화자본의 지배력이 강화됐고, 할리우드의 축소와 병행하여 해외에서 제작되는 작품이 많아졌으며 유럽 작품의 세계배급권을 장악하는 경우도 증가되어 왔다. 또 배우가 다른 나라로 이동하는 경우도 성하게 되었다. 이러한 교류의 부산물로서 이탈리아가 서부극을 대량생산함으로 할리우드 서부극을 압도하는 현상도 생겼다. 프랑스나 이탈리아의 새로운 영화제작방식의 영향으로 《언제나 타인(他人)》(1966)의 스탠리 도넌처럼 미국의 상업영화로는 보기 드문 표현 수법을 시도하는 감독도 나타났다.

### 감독계의 변천
텔레비전의 발달은 다른 면에서도 영화계에 변화를 가져왔다. 제2차 세계대전 후의 대표적 감독은 와일러, 포드, 히치콕 외에 대전 전부터 활약해 왔던 사람들인 존 휴스턴, 로버트 와이즈, 프레드 진네만, 기타 전시 중에서 전후에 걸쳐서 진출해 온 영화에서 육성된 사람들인 엘리아 카잔, 조슈아 로건, 그리고 새로이 영화에 손을 댄 유명한 무대연출가들의 3개 그룹으로 크게 나뉜다. 텔레비전의 발달과 함께 시드니 루멧, 존 프랭컨하이머 등 텔레비전 연출로 이름을 떨친 사람들이 계속해서 참가함으로써 우수작품을 계속 만들어 내게 되었다.

## 장르 영화

### 오락 영화
영화의 가장 큰 사회적 기능이 오락인만큼 미국영화도 오락면에 상당한 관심을 쏟아왔고, 그런 면에서 성공한 작품도 매우 많다. 그 가운데 주목을 받았던 작품을 꼽아보면 세실 B.데밀의 《지상최대의 쇼》(1950)가 서커스단에 스며 있는 인생의 애환을 그려 감동을 주었고, 존 포드의 《아일랜드의 연풍(戀風)》이 아일랜드인의 기질을 재미있게 그려 평가를 받았다. 1953년 윌리엄 와일러 또한 《로마의 휴일》에서 가상국가의 공주와 미국 신문기자 사이의 깨끗한 사랑을 그려 흐뭇한 감동을 주었으며, 빌리 와일더 감독은 《아파트의 열쇠를 빌려줍니다》(1960)에서 허약한 샐러리맨의 페이소스를 그려 평가를 받았다.

### 스릴러 영화
영화가 TV산업에 본격적으로 뒤지기 시작하면서 이언 플레밍의 007 시리즈 《닥터 노》(1963)가 등장, 전무후무한 인기를 모은 가운데 제임스 본드 역(役)의 숀 코너리를 일약 스타덤에 끌어 올리면서 속편이 나오는 등 최근의 오락영화는 허무맹랑한 소재로 일관하고 있다. 한편, 일반 오락영화와는 다소 성질이 다르지만 오락취향이 짙은 스릴러 영화로는 앨프리드 히치콕 감독이 《다이얼 M을 돌려라》(1954)로 부인을 살해하려는 계획범죄를 다뤄 성가(聲價)를 올린 뒤 1960년에는 《사이코》를 발표, 오이디푸스 콤플렉스를 지닌 한 청년의 이상심리를 그리는 심리분석쪽의 취향을 엿보이다가, 다시 《새》(1963)를 내놓아 문명비판 또는 신비주의적 일면을 부각시키기도 했다. 히치콕 감독은 《북북서로 진로를 돌려라》(1964)와 《턴 커튼》(1966)을 내놓아 단순한 오락취향의 스릴러를 지향했고, 1970년 《토파즈》를 발표, 싱거운 첩보영화라는 비판을 받는 데 그쳤다. 또한 1967년 테런스 영 감독의 《어두워질 때까지》는 장님여인과 살인범의 이색적인 대결을 극적으로 부각시키는 데 성공, 스릴러의 또 하나의 측면을 전개시켰고, 잇따라 그같은 취향의 작품이 나오기도 했다.

### 서부극
서부개척사는 미국역사에 있어서 가장 극적이며 흥미진진한 대목이다. 따라서 서부개척사는 미국영화에 있어서도 무진장한 광맥의 구실을 했다. 1914년 《대열차 강도》로 시작되는 서부극은 미국의 독점적인 장르로 발전하면서 권선징악과 인간애, 그리고 물씬한 시정(詩情)으로 유형화되는 가운데 무수한 서부극이 쏟아져 나왔고, 게리 쿠퍼, 존 웨인, 헨리 폰다, 제임스 스튜어트, 아란 랏드, 커크 더글러스, 버트 랑카스터 등 유명한 배우들을 내놓았다. 이같은 서부극의 발전은 또한 서부극 전문감독으로서 존 포드, 프레드 진네만, 헨리 해서웨이, 조지 스티븐슨, 존 스타제스 등 거물급 감독을 배출해 냈는데, 특히 존 포드 감독은 서부극의 대명사로 불리게 되었다. 포드 감독의 작품으로 《포장마차》(1939), 《황야의 결투》(1946) 등이 유명하며, 1952년 프레드 진네만 감독의 《하이눈》, 1952년 조지 스티븐슨 감독, 아란 랏드 주연, 빅터 영 작곡의 《셰인》이 서부극의 고전적인 작풍으로 평가된다. 윌리엄 와일러 감독은 《위대한 서부》(1958)에서 세대간의 갈등을 다룬 새로운 측면을 보였으며, 1960년대에 접어 들면서 서부개척사를 새로운 시각에서 해석하여 백인끼리의 인도주의는 강조하면서도 인디언을 대량 학살한 것을 당연한 것으로 취급해온 태도를 반성하는 서부극이 제작되기도 했다. 아서 펜 감독의 《작은 거인》(1970), 《솔저 블루》 등이 그러한 계열을 대표한다.

### 사회비판 영화
영화는 오락대상이자 예술이라는 두 가지 측면을 지녔다. 예술로서의 영화는 편의상 미적 감동을 주요관심사로 하는 작품계열과 사회비판을 내세우는 작품계열로 분류할 수 있는데, 전자로서는 엘리아 카잔 감독의 《에덴의 동쪽》(1955), 존 휴스턴 감독의 《백경(白鯨)》(1956), 존 스타제스 감독의 《바다와 노인》(1958) 등 많은 작품들을 손꼽을 수 있다. 사회비판을 주요관심사로 내세우는 작품계열로서는 찰리 채플린의 《모던 타임즈》 등 산업사회에 대한 비판을 다룬 초기작품으로 시작해서, 남부지식인의 정신세계를 추적해 본 존 포드 감독의 《분노의 포도》(1940), 광산촌 광원생활의 비판을 그린 《나의 계곡은 푸르렀다》(1941) 등으로 이어졌고, 1954년 엘리아 카잔 감독의 《워터 프론트》가 부두노동자 사회의 악덕과 부조리를 고발, 주목을 끌었다. 뉴욕 서민들의 생활을 그린 델버트 만감독의 《마티》(1955)에 이어, 미국의 배심제도를 비판한 시드니 루메트 감독의 《12명의 노한 사나이》(1957)가 미국사회의 한 단면을 비판적으로 잡아 보여주었다. 미국사회에서 흑백 인종분규가 열기를 올리면서부터 사회비판계열의 영화도 자연 이쪽으로 시선을 돌려 활발하게 발언을 하고 나섰다. 1958년 스탠리 크레이머 감독의 《흑과 백》이 흑백문제를 정면으로 다뤄 크게 주목을 받은 뒤, 이같은 문제를 다룬 작품들이 쏟아져 나오다가, 1967년 노만 주이슨 감독의 《밤의 열기 속에서》가 다시 흑백문제를 취급, 아카데미 영화상을 휩쓸기도 했으며, 흑인들의 지위가 차츰 향상됨에 따라 《코튼, 할렘에 오다》, 《검은 예수》(1971) 등 흑인영화가 붐을 일으키기 시작했고, 고든 파크스 감독의 흑인 주연영화 《샤프트》 시리즈까지 나오게 됐다.

### 뮤지컬
뮤지컬은 토키시대에 들어와서부터 발전을 계속하고 있는 장르이다. 1937년 《오케스트라의 소녀》를 시발로 하는 미국 뮤지컬은 1951년 조지 거슈윈의 음악을 채용한 《파리의 아메리카인》(빈센트 미넬리 감독)에서 활력을 얻고, 다시 미넬리 감독의 《지지》(1958)를 거쳤다.
뮤지컬은 대형시대로 돌입된 뒤 점점 더 성행되었다. 로버트 와이즈, 제롬 로빈스 공동감독의 《웨스트 사이드 스토리》(1961)에서 큰 성공을 거두었고, 조지 쿠커 감독의 《마이 페어 레이디》(1964)를 거쳐 로버트 와이즈 감독의 《사운드 오브 뮤직》(1965)은 아카데미 영화상을 석권하였으며, 이는 와일러의 《화니 걸》(1968)로 연결되었다.

### SF 영화
미국의 SF 작품들은 그동안 텔레비전 시리즈나 영화로도 많이 만들어졌다. 예컨대 1960년부터 3년 동안 휴고상을 수상한 텔레비전의 《제6지대》 시리즈를 비롯해, 휴고상 수상작들만 예로 들어도 《스타 트렉》, 《스타워즈》, 《슈퍼맨》, 《에일리언2》, 《인디아나 존스》, 《블레이드 러너》, 《백 투 더 퓨처》, 《인디아나 존스와 최후의 성전》 그리고, 《가위손 에드워드》 등을 꼽을 수 있다. 그 외에도 물론 《반지의 제왕》과, 《론머 맨》 같은 영화와, 텔레비전 드라마인 스필버그의 《어메이징 스토리》와 《브이》 등 주요 작품이 있다. 거대한 거미·개미·고릴라같은 대괴수가 등장하는 작품도 많이 만들어졌는데, 우주 시대인 오늘날도 역시 왕성하게 제작되고 있다.

### 애니메이션
월트 디즈니사는 1928년부터 1938년 사이에 미키 마우스, 도널드 덕, 구피, 플루토 같은 유명한 만화 주인공들을 만들었다. 디즈니사가 만든 애니메이션 영화들은 내용과 디자인, 예술적인 면에서도 애니메이션 산업에 많은 영향을 주었다. 소리를 처음으로 사용한 애니메이션영화인 《증기선 윌리》(1928)는 《미키 마우스 시리즈》에서 탄생한 것이다. 1929년부터 1939년까지 디즈니사는 《실리 심포니》 연속물을 만들었고, 1937년에 세계 최초의 장편만화영화 《백설 공주와 일곱 난쟁이》를 만들었으며, 그 밖에도 《피노키오》(1940), 《판타지아》(1940), 《밤비》(1942)를 만들어냈다. 디즈니를 비롯한 몇몇 영화사들이 1930년대와 1940년대의 애니메이션산업을 좌우했다.
메트로 골드윈 메이어사에서는 윌리엄 해나와 조지프 바버라가 고양이와 쥐가 주인공으로 나오는 《톰과 제리》를 만들었으며, 유니버설사의 월터 랜츠는 토끼 오스왈드, 딱따구리 우디를 주인공으로 한 단편 애니메이션영화를 만들었다. 1980년대에 들어와 장편 애니메이션영화가 다시 인기를 얻기 시작했다. 예를 들어 1966년 디즈니가 사망한 후로 쇠퇴했던 디즈니영화사는 해마다 장편애니메이션영화 한 편씩을 제작해 전 세계에 상영하고 있다. 영화감독 스티븐 스필버그도 1986년에 첫 애니메이션영화인 《아메리칸 테일》을 개봉했으며 디즈니영화사와 합작으로 극영화와 애니메이션을 합한 《누가 로저 래빗을 모함했나》(1988)를 제작하기도 했다.
오늘날 애니메이션은 전 세계에서 제작되고 있으며 대한민국과 일본에서도 많은 사람이 이 분야에서 일하고 있다. 1990년대에 이르러서는 컴퓨터애니메이션과 같은 새로운 기술들이 극영화와 애니메이션영화 사이의 경계를 무너뜨렸다. 이러한 기술의 발달로 이미지를 창출하는 새로운 분야가 생겨나고 있다.

## 같이 보기
- 미국 영화 연구소
- 미국 국립영화등기부